# Miñano Mayor
Miñano Mayor (oficialmente Miñao/Miñano Mayor) es un concejo del municipio de Vitoria, en la provincia de Álava, País Vasco (España).
Se trata de un pequeño pueblo de menos de 100 habitantes, situado junto a la vieja carretera N-240 (ahora desdoblada en ese tramo) y a algo menos de 10 km de distancia de Vitoria. 
El concejo es conocido principalmente porque en su término, a unos 4 km del pueblo, se ubica desde 1992 el Parque Tecnológico de Álava, conocido popularmente como Parque Tecnológico de Miñano. En el Parque Tecnológico se ubican empresas del sector de la tecnología e ingeniería, siendo la más conocida de ellas la empresa aeronáutica Aernnova. En 2019 había 144 empresas instaladas en el parque que daban empleo a 3357 trabajadores.
También pertenece al concejo una parte del Monte Araka (642m), siendo estos terrenos pertenecientes a la Base Militar de Araca del Ejército Español. 
El territorio del concejo de Miñano Mayor es atravesado por la AP-1, la N-240, la Y Ferroviaria Vasca (en construcción) y la vía verde del Vasco-Navarro.  El acceso al propio pueblo se realiza a través de la A-4028, y el acceso al Parque Tecnológico por la A-3604. Ambas carreteras locales parten de la misma salida de la N-240 a través de sendas rotondas. 

## Situación
Se ubica 9,5 kilómetros al norte de la ciudad de Vitoria, al borde mismo de la autovía A-240. La carretera atravesaba hace unos años por la mitad del pueblo dividiéndolo en dos, pero actualmente lo bordea. Forma parte de la Zona Rural Noroeste de Vitoria.

## Despoblado
Forma parte del concejo el despoblado de:
- Ullibarri de Araca.[2]

## Historia
La primera mención escrita de este pueblo data de 1025 cuando se le menciona con el nombre de Menganogoyen. En un documento de 1257 aparece ya como Meñano mayor. En documento de 1331 aparece como Minnano mayor. Es una de las aldeas que quedaron adscritas a la jurisdicción de Vitoria en 1332 por donación del rey Alfonso XI de Castilla.
En 1521, fue escenario junto a Durana de una batalla crucial en la que fueron derrotados los comuneros alaveses, dirigidos por Pedro López de Ayala.
El 16 de abril de 1835 se desarrolló una batalla entre las fuerzas liberales mandadas por O' Donell y las tropas carlistas mandadas por Villareal. Fue una lucha de tres horas en la que ninguno de los bandos pudo atribuirse la victoria.
A mediados del siglo XIX, cuando formaba parte del ayuntamiento de Ali, tenía 128 habitantes. Aparece descrito en el undécimo tomo del Diccionario geográfico-estadístico-histórico de España y sus posesiones de Ultramar de Pascual Madoz de la siguiente manera:

MIÑANO MAYOR: l. del ayunt. de Alí, en la prov. de Alava, part. jud. de Vitoria (1 ½ leg.), aud. terr. de Burgos (21), c. g. de las Provincias Vascongadas, dióc. de Calahorra (20). sit. en terreno despejado, y en la carretera que va á Bilbao por Durango: clima saludable: le combate el viento N. y se padecen catarros. Tiene 23 casas de mediana construccion; escuela de primera educacion para ambos sexos, frecuentada por 12 ó 14 alumnos; igl. parr. (San Lorenzo) servida por un beneficiado patrimonial; cementerio inmediato á la igl.; y para surtido del vecindario hay 2 fuentes de aguas de mediana calidad. El térm. que se estiende ½ leg. de N. á S. y 1 de E. á O., confina N. Luco; E. Amarite; S. Retana, y O. Miñano Menor; comprendiendo en su circunferencia un monte llamado Anguelna, poblado de robles y varios arbustos, y una parte del de Araca con abundantes pastos. El terreno es de segunda clase y de secano; le atraviesan dos riach. que bajan de Betolaza y Miñano Menor, y tiene 2 puentecitos de piedra para su paso. caminos: los locales en estado regular: el correo se recibe de Vitoria por los mismos interesados. prod.: trigo, cebada, avena, y menucias: cria de ganado vacuno, caballar y lanar: caza de perdices y liebres: pesca de truchas, anguilas y barbos. ind.: un molino harinero. pobl.: 21 vec., 128 hab. riqueza. y contr.: con su ayunt. (V.)
(Madoz, 1848, pp. 423-424)

Décadas después, ya en el siglo XX, se describe de la siguiente manera en el tomo de la Geografía general del País Vasco-Navarro dedicado a Álava y escrito por Vicente Vera y López:

Miñano Mayor.—Aldea distante de Vitoria 7,200 metros, con 27 viviendas, de las cuales 25 son de dos pisos y 2 de tres, de ellas una está sin habitar. Tiene 119 habitantes, de los que son 65 varones y 54 hembras. Su parroquia, rural de segunda clase, dedicada á San Lorenzo, pertenece al arciprestazgo de Villarreal. Tiene una escuela incompleta, con clase para adultos, á la que también asisten los niños de la aldea de Gamarra Menor. Limita, al N., con Luco; al S., con Retana; al E., con Amárita y al O. con Miñano Menor. Sus tierras, de mediana calidad, á pesar de estar cruzadas por dos arroyos, son casi todas de secano; producen cereales, legumbres y hortalizas: cría ganado vacuno, lanar y porcino. Comunica con Vitoria por la carretera de dicha ciudad á Villarreal y fué una de las aldeas agregadas en 1332. Pertenece á sus vecinos el aprovechamiento de 125 hectáreas del monte Araca, plantado de robles.

El 16 de Abril de 1835, se libró en esta aldea un reñido combate entre las fuerzas liberales, mandadas por O'Donell, y las carlistas, mandadas por Villarreal: la lucha duró tres horas, en la que se dieron varias cargas al arma blanca, sin que en realidad ninguno de los combatientes pudiese atribuirse la victoria.
(Vera y López, 1915-1921, p. 355)

## Demografía
Actualmente el concejo dispone de 81 habitantes según el Padrón Municipal del Ayuntamiento de Vitoria.
| Gráfica de evolución demográfica de Miñano Mayor entre 2000 y 2018                                       |
| |
| Población (2000-2017) según los censos de población del INE. Población según el padrón municipal de 2018 |

## Parque tecnológico
A menos de 4 km del pueblo en dirección a Miñano Menor se encuentra el Parque Tecnológico de Álava.

## Cultura

### Patrimonio material
En el pueblo destaca la iglesia de San Lorenzo, que data del siglo XIII y posee fábrica gótica y retablo neoclásico.